# Rafael Steinberg
Rafael Steinberg (Buenos Aires, 2 de enero de 1918-íbid., 23 de noviembre de 2014) fue un metrólogo argentino, considerado el padre de esa ciencia en su país.

## Biografía
Antes de cumplir la mayoría de edad (bajo el impulso de su padre, Jacobo Steinberg, quien también era docente) se inició como docente en una escuela de La Boca. Una vez recibido de profesor en ciencias, ejerció la enseñanza secundaria. En 1947 ingresó en el Instituto de Tecnología (organismo estatal antecedente del INTI), En 1957 se fundó el INTI, donde ocupó por treinta años la dirección del Centro INTI-Física y Metrología, formando a varias generaciones de especialistas, formando a los primeros metrologos del país. Además desde el mismo instituto, impulsó aportes para el control de calidad en la industria local en lo referente a materia de mediciones.
Fue corredactor de la Ley de Metrología 19511 (que establecía el Sistema Métrico Legal Argentino) y diseñó los laboratorios del INTI. En 1979, junto con otros colegas de la región, fundó en Buenos Aires el Sistema Interamericano de Metrología, siendo también su primer presidente. Entre 1978 y 1998 fue uno de los 18 miembros que integraron el Comité International des Poids et Mesures (Comité Internacional de Pesos y Medidas), la máxima autoridad en metrología en el mundo.

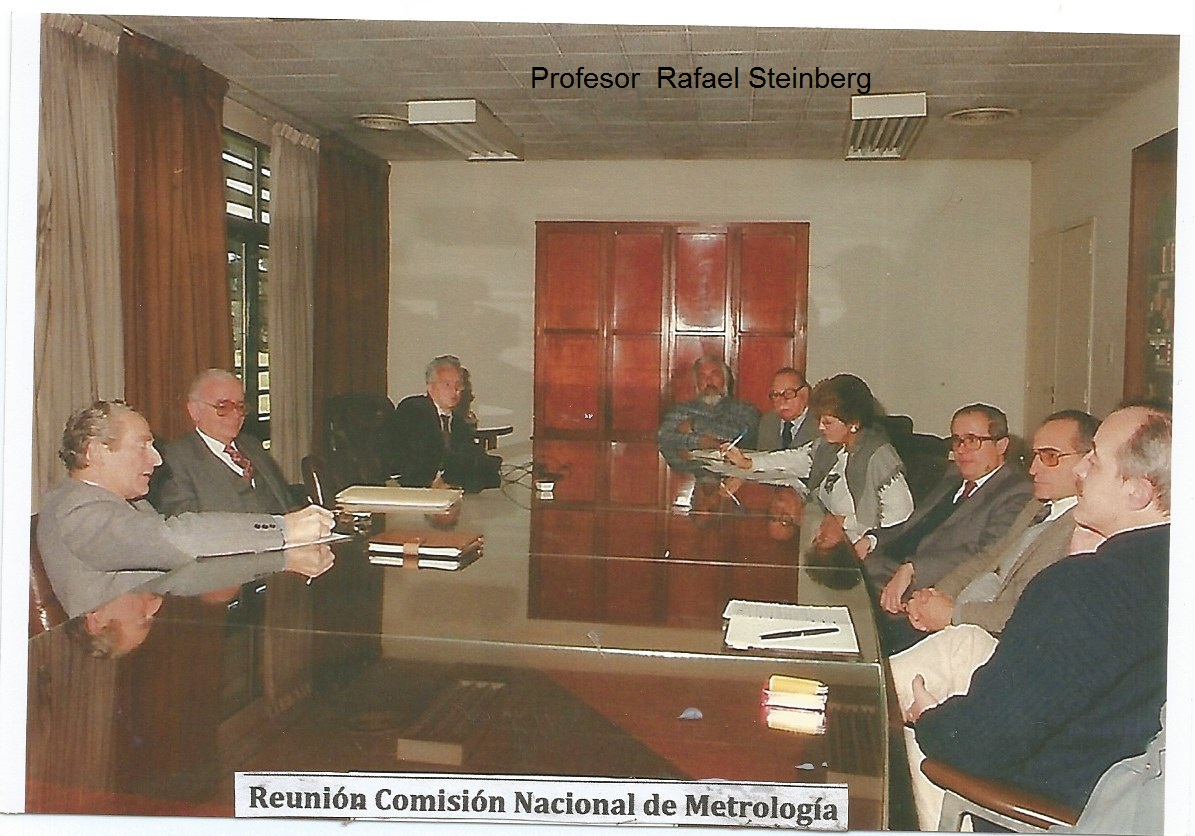
Rafael Steinberg Meeting of National Commission for Metrology (Argentina)

## Premios y reconocimientos
- 1998: «Tecnólogo emérito», máximo grado otorgado por el INTI, por su importante contribución científica.[2]